# Nikon D3

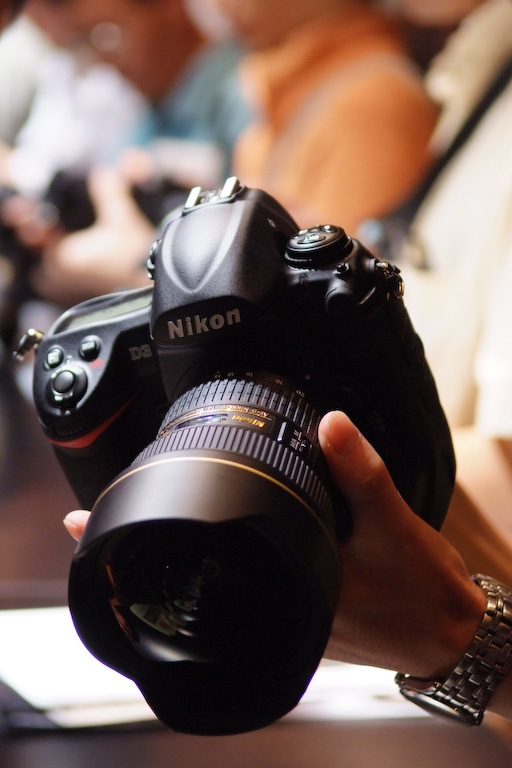
En Nikon D3

Nikon D3 är en digital systemkamera tillverkad av det japanska företaget Nikon. Denna kamera har en så kallad fullformatssensor vilket innebär att den ljusregistrerande CMOS-sensorns storlek är 36×24 mm.
- 12,2 megapixel FX (24x36mm) CMOS-sensor med högt signal/brus-förhållande (SNR), brett dynamiskt område och 12 kanalers mottagning.
- 'ISO 200–6 400': utvidgningsbart upp till 25600 (motsvarande) och ned till ISO 100 (motsvarande).
- '9 bps vid seriefotografering' (11 bps i DX-beskärningsläge)
- 'EXPEED bildbehandlingsmotor' med 14-bitars A/D-omvandling och 16-bitars bildbehandling för större ljusomfång.
- 'Multi-CAM3500FX 51-punkters autofokussystem'. Täckningsinställningarna kan väljas individuellt eller konfigureras i 9 punkter, 21 punkter eller 51 punkter.
- '920 000-punkters VGA-LCD-monitor på 3 tum' med bred, 170-graders betrakningsvinkel.